# キリストの洗礼 (レーニ)
『キリストの洗礼』（キリストのせんれい、独: Taufe Christi、英: The Baptism of Christ）は、イタリア・バロック期のボローニャ派の巨匠グイド・レーニが1622-1623年ごろ、キャンバス上に油彩で制作した絵画である。『新約聖書』中の「マタイによる福音書」などにある「キリストの洗礼」を主題としており、洗礼者ヨハネがイエス・キリストに洗礼を施す場面が描かれている。1638-1649年にイギリスのハミルトン (Hamilton)・コレクションにあった作品で、1649年にレオポルト・ヴィルヘルム・フォン・エスターライヒがフェルディナント3世のために取得した。1718-1733年の間にウィーンに移され、、現在、美術史美術館に所蔵されている。

## 主題
「マタイによる福音書」 (3章:13-17)、「マルコによる福音書」 (1章1-11)、「ルカによる福音書」 (3章1-18, 21-22) によれば、
洗礼者ヨハネは聖母マリアの従姉妹のエリサベトの息子として1世紀のパレスチナに生まれた。また、聖書の『外典』の記述によれば、贖罪の祈りを実践するよう両親に砂漠に放置され、幼少期を過ごしたとされる。荒野で隠者のように暮らしながら、説教を行い、洗礼を施す暮らしを続けていたが、ある日、イエス・キリストが洗礼を受けるために彼のもとに姿を現す。イエスを見つけたヨハネは、「私こそ、あなたから洗礼を受けるべきです」と恐縮した。しかし、イエスは「あなたから洗礼を受けることが神の御心です」と説得し、洗礼を受けた。その最中、突如、天が裂けて、雲の合間から白いハトのように聖霊が現れる。そして、「これは私の愛する子、私の心に適う者」という神の言葉が響いた。

## 作品

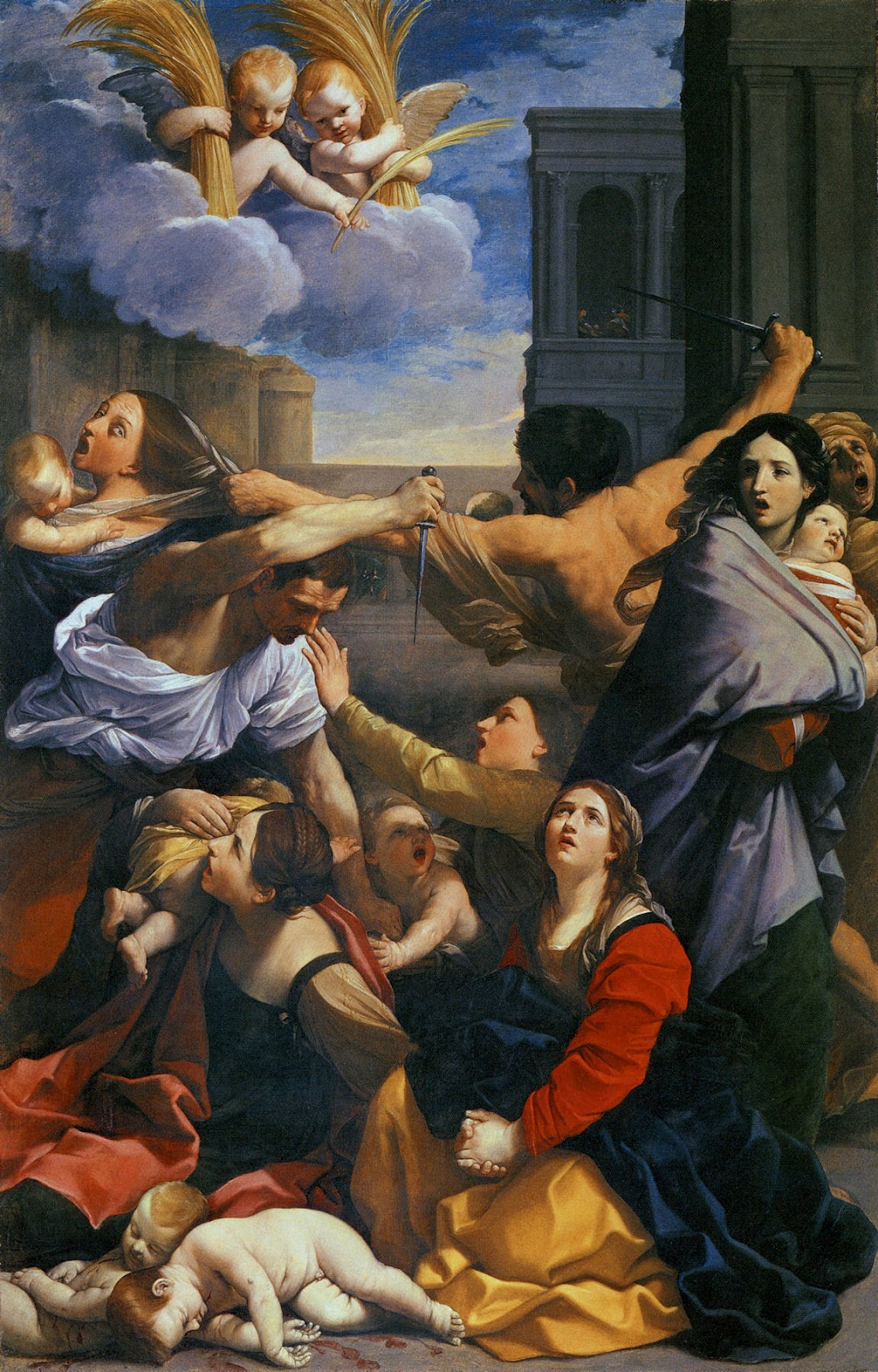
グイド・レーニ『幼児虐殺』 (1611年)、ボローニャ国立絵画館

1620年代に制作された本作はレーニの円熟した様式を示す傑作である。ボローニャ国立絵画館蔵の『幼児虐殺』に見られる構図の原則にもとづいているこの絵画は、明らかに前景、中景、後景の3つで構成されている。前景のヨルダン川の岸に立つヨハネは右手で洗礼の器を持ち上げ、その下でイエスが首を垂れている。この2人の人物が形成するアーチの下には2人の天使が向かい合っており、さらに左側ではもう1人の天使がイエスの衣服を用意している。背後の後景には、木々、雲、深い青空が計り知れない距離感を生み、ハトの形の聖霊が宙に浮かんでいる。
全体の場面は、構成と色彩の点でおどろくほど簡素なものである。洗礼の行為自体に明るい色彩はまったく用いられていない。厳粛で純粋な赤、黄、青の三原色に支配されている中景と後景の中で、イエスとヨハネの輝く裸体は際立っている。一方で、すべての人物は、完全な献身を示す表情で結びつけられている。盛期ルネサンスの巨匠ラファエロの芸術にもとづき、レーニは厳しく律した構図と深い情感の間に均衡を創造することができたが、それは彼の模倣者には達成できなかったことである。